# Sakolwat Skollah
Sakolwat Skollah (tiếng Thái: สกลวัชร์ สกลหล้า, sinh ngày 22 tháng 2 năm 1991), là một cầu thủ bóng đá người Thái Lan thi đấu ở vị trí Trung vệ cho câu lạc bộ Giải bóng đá Ngoại hạng Thái Lan Khon Kaen United.

## Sự nghiệp quốc tế
Anh đại diện U-23 Thái Lan ở Đại hội Thể thao Đông Nam Á 2013.

## Danh hiệu

### Quốc tế
U-23 Thái Lan
- Sea Games
  -  Huy chương Vàng (1); 2013